# Lý thuyết toán tử
Trong toán học, lý thuyết toán tử là một nhánh của giải tích hàm liên quan đến các toán tử tuyến tính bị chặn và các tính chất của chúng. Lý thuyết toán tử nghiên cứu biến đổi giữa các không gian véc tơ trong giải tích hàm, ví dụ như toán tử vi phân hay toán tử tự liên hợp.